# Miguel Chevalier
Miguel Antony Ignace Chevalier (Brugge, 10 september 1963) is een Belgisch politicus voor de liberale partij Open Vld.

## Levensloop
Van opleiding is Chevalier licentiaat in de letteren en de wijsbegeerte optie moraalwetenschappen, een diploma dat hij in 1994 behaalde aan de Rijksuniversiteit Gent.
Van 1995 tot 1999 was hij universitair medewerker van VLD-senator Guy Verhofstadt en in 1999 was hij korte tijd nationaal woordvoerder van de VLD. Daarna was hij van 1999 tot 2000 kabinetsadviseur en van 2000 tot 2003 woordvoerder van premier Guy Verhofstadt. Bij de Vlaamse en Europese verkiezingen van juni 2004 was Chevalier campagneleider van zijn partij.
Bij de federale verkiezingen van mei 2003 stond Miguel Chevalier op de tweede opvolgersplaats op de Kamerlijst voor de kieskring West-Vlaanderen. Van juli 2003 tot juni 2007 zetelde hij effectief in de Kamer van volksvertegenwoordigers, eerst tot juli 2004 in vervanging van federaal staatssecretaris Vincent Van Quickenborne en daarna tot juni 2007 als vervanger van federaal minister Marc Verwilghen. In de Kamer zetelde hij van 2003 tot 2007 in de commissie Volksgezondheid, Leefmilieu en Maatschappelijke Hernieuwing en was hij van 2003 tot 2004 lid van de commissie Landsverdediging en van 2004 tot 2007 lid van de commissie Buitenlandse Betrekkingen. Eveneens was hij plaatsvervangend lid in de Raadgevende Interparlementaire Beneluxraad. Op lokaal politiek niveau was Chevalier van 2001 tot 2018 gemeenteraadslid van Oostkamp.
Chevalier was bij de verkiezingen van juni 2007 kandidaat voor de Senaat, maar greep naast een zetel. Na zijn parlementaire loopbaan was hij van 2007 tot 2009 woordvoerder van Vlaams minister van Economie en Buitenlandse Handel Patricia Ceysens. Nadien was Chevalier van 2009 tot 2020 adviseur politieke communicatie bij Open Vld en van 2014 tot 2020 politiek adviseur in het Europees Parlement. In januari 2020 werd hij adviseur op het kabinet van minister van Defensie Philippe Goffin, wat hij bleef tot in oktober datzelfde jaar. Sinds 2021 is Chevalier adviseur voor de liberale Renew Europe-fractie in het Europees Parlement. Na de verkiezing van Eva De Bleeker tot partijvoorzitter van Open Vld was hij van 2024 tot 2025 gedurende zes nationaal woordvoerder van de partij.
Zijn oudere broer Pierre Chevalier werd ook politicus voor Open Vld.